# Hamarkameratene 1992
Questa pagina raccoglie i dati riguardanti lo Hamarkameratene nelle competizioni ufficiali della stagione 1992.

## Stagione
Lo HamKam chiuse il campionato al decimo posto finale: dovette così affrontare le qualificazioni all'Eliteserien 1993, in cui riuscì a superare Strømmen e Drøbak/Frogn, rimanendo così nella massima divisione norvegese. L'avventura in Coppa di Norvegia terminò invece al terzo turno, con l'eliminazione per mano del Fredrikstad. I calciatori più utilizzato in campionato furono Cato Erstad, Leif Nordli, Vegard Skogheim e Ståle Solbakken, con 21 presenze ciascuno. Il miglior marcatore fu Petter Belsvik, con 7 reti.

## Rosa
| N. |                     | Ruolo | Calciatore         |
| -- | ------------------- | ----- | ------------------ |
|    | Norvegia (bandiera) | P     | Kjell Inge Sundeng |
|    | Norvegia (bandiera) | P     | Morten Svalstad    |
|    | Norvegia (bandiera) | D     | Stig Bjørnø        |
|    | Norvegia (bandiera) | D     | Cato Erstad        |
|    | Norvegia (bandiera) | D     | Ståle Gundrosen    |
|    | Norvegia (bandiera) | D     | Tom Henning Hovi   |
|    | Norvegia (bandiera) | D     | Heine Jenssen      |
|    | Norvegia (bandiera) | D     | Terje Kojedal      |
|    | Norvegia (bandiera) | D     | Kai Kristiansen    |
|    | Norvegia (bandiera) | D     | Jan Erlend Kruse   |

| N. |                     | Ruolo | Calciatore           |
| -- | ------------------- | ----- | -------------------- |
|    | Norvegia (bandiera) | D     | Leif Nordli          |
|    | Norvegia (bandiera) | C     | Marvin Arnesen       |
|    | Norvegia (bandiera) | C     | Vegard Skogheim      |
|    | Norvegia (bandiera) | C     | Ståle Solbakken      |
|    | Norvegia (bandiera) | C     | Erling Ytterland     |
|    | Norvegia (bandiera) | A     | Petter Belsvik       |
|    | Norvegia (bandiera) | A     | Stein Arne Ingelstad |
|    | Norvegia (bandiera) | A     | Sven Erik Sætre      |
|    | Norvegia (bandiera) | A     | Arve Svorkmo         |

## Calciomercato

### Sessione invernale
| Acquisti | Acquisti         | Acquisti    | Acquisti   |
| R.       | Nome             | da          | Modalità   |
| -------- | ---------------- | ----------- | ---------- |
| D        | Ståle Gundrosen  | Fredrikstad | definitivo |
| D        | Jan Erlend Kruse | HamKam      | definitivo |
| A        | Petter Belsvik   | HamKam      | definitivo |

| Cessioni | Cessioni | Cessioni | Cessioni |
| R.       | Nome     | a        | Modalità |
| -------- | -------- | -------- | -------- |

### Sessione estiva
| Acquisti | Acquisti | Acquisti | Acquisti |
| R.       | Nome     | da       | Modalità |
| -------- | -------- | -------- | -------- |

| Cessioni | Cessioni | Cessioni | Cessioni |
| R.       | Nome     | a        | Modalità |
| -------- | -------- | -------- | -------- |

## Risultati

### Eliteserien

#### Girone di andata
| Arbitro: | Nordby |

|                              |           |                |
| Skogheim 2’ Belsvik 21’, 44’ | Marcatori | 89’ O. Stavrum |

| Arbitro: | Larsgård |

|                                 |           |  |
| Sunde 52’ Kaasa 56’ Riisnæs 90’ | Marcatori |  |

| Arbitro: | Nervik |

|  |           |                      |
|  | Marcatori | 68’ Sundby 81’ Olsen |

| Arbitro: | Halle (Molde) |

|  |           |                              |
|  | Marcatori | 54’, 59’ Ytterland 73’ Sætre |

| Arbitro: | Kjelbrott |

|                                  |           |  |
| Ytterland 13’, 80’ Solbakken 76’ | Marcatori |  |

| Arbitro: | Haugen |

|                                                                 |           |                            |
| Ingebrigtsen 18’ Løken 24’ Dahlum 48’ Sørloth 75’ Henriksen 89’ | Marcatori | 4’ Ingelstad 55’ Solbakken |

| Arbitro: | Pedersen |

|                              |           |               |
| Sætre 23’ Solbakken 84’, 90’ | Marcatori | 12’ Markussen |

| Arbitro: | Kvam |

|                        |           |               |
| H. Flo 45’, 90’ Øy 83’ | Marcatori | 69’ Solbakken |

| Arbitro: | Nordby |

|                                               |           |  |
| Gulbrandsen 41’ Pedersen 47’ McManus 55’, 70’ | Marcatori |  |

| Arbitro: | Rogstad |

|             |           |            |
| Belsvik 69’ | Marcatori | 34’ Hansen |

| Arbitro: | Olsen (Kristiansand) |

|              |           |            |
| Meinseth 38’ | Marcatori | 8’ Belsvik |

#### Girone di ritorno
| Arbitro: | Aass |

|                                    |           |            |
| Holter 12’ Soltvedt 25’ Ahlsen 89’ | Marcatori | 87’ Nordli |

| Arbitro: | Thorp |

|              |           |                |
| Skogheim 71’ | Marcatori | 39’, 90’ Kaasa |

| Arbitro: | Nervik |

|                              |           |             |
| S. Amundsen 65’ Fladmark 90’ | Marcatori | 84’ Belsvik |

| Arbitro: | Nordby |

|                            |           |  |
| Belsvik 61’, 69’ Kruse 75’ | Marcatori |  |

| Arbitro: | Kjelbrott |

|                                  |           |                 |
| Hoftun 11’ Sundgot 70’, 84’, 90’ | Marcatori | 81’ Kristiansen |

| Arbitro: | Hollung |

|              |           |                 |
| Skogheim 65’ | Marcatori | 53’ Skammelsrud |

| Arbitro: | Halle (Molde) |

|                              |           |                           |
| Fornes 4’, 28’ Wernersen 34’ | Marcatori | 21’ Svorkmo 47’ Solbakken |

| Arbitro: | Øvrebø (Oslo) |

|                   |           |                          |
| Ingelstad 5’, 36’ | Marcatori | 13’ J. Flo 73’ Hillestad |

| Arbitro: | Aass |

|              |           |                                  |
| Skogheim 15’ | Marcatori | 9’, 16’, 51’ McManus 70’ Frigård |

| Arbitro: | Pedersen |

|                                     |           |  |
| Tønnessen 6’, 26’ Strandli 19’, 56’ | Marcatori |  |

| Hamar 18 ottobre 1992, ore ??:?? 22ª giornata | HamKam   | 0 – 0 referto | Viking | Briskeby Gressbane (2.375 spett.)\| Arbitro: \| Larsgård \| |
| Arbitro:                                      | Larsgård |               |        |                                                             |

#### Qualificazioni all'Eliteserien
| Arbitro: | Pedersen |

|                     |           |                                              |
| ? ?’ ? ?’ ? ?’ ? ?’ | Marcatori | 15’, 63’ Belsvik 35’ Ingelstad 39’ Solbakken |

| Arbitro: | Nervik |

|                          |           |      |
| Solbakken 4’ Arnesen 73’ | Marcatori | ?’ ? |

### Coppa di Norvegia
|  | Gjøvik-Lyn | 1 – 6 | HamKam |  |

|  | Faaberg | 0 – 2 | HamKam |  |

|  | HamKam | 2 – 3 | Fredrikstad |  |

## Statistiche

### Statistiche di squadra
| Competizione                   | Punti | In casa | In casa | In casa | In casa | In casa | In casa | In trasferta | In trasferta | In trasferta | In trasferta | In trasferta | In trasferta | Totale | Totale | Totale | Totale | Totale | Totale | DR  |
| Competizione                   | Punti | G       | V       | N       | P       | Gf      | Gs      | G            | V            | N            | P            | Gf           | Gs           | G      | V      | N      | P      | Gf     | Gs     | DR  |
| ------------------------------ | ----- | ------- | ------- | ------- | ------- | ------- | ------- | ------------ | ------------ | ------------ | ------------ | ------------ | ------------ | ------ | ------ | ------ | ------ | ------ | ------ | --- |
| Eliteserien                    | 20    | 11      | 4       | 4       | 3       | 18      | 14      | 11           | 1            | 1            | 9            | 12           | 32           | 22     | 5      | 5      | 12     | 30     | 46     | -16 |
| Qualificazioni all'Eliteserien | -     | 1       | 1       | 0       | 0       | 2       | 1       | 1            | 0            | 1            | 0            | 4            | 4            | 2      | 1      | 1      | 0      | 6      | 5      | +1  |
| Coppa di Norvegia              | -     | 1       | 0       | 0       | 1       | 2       | 3       | 2            | 2            | 0            | 0            | 8            | 1            | 3      | 2      | 0      | 1      | 10     | 4      | +6  |
| Totale                         | -     | 13      | 5       | 4       | 4       | 22      | 18      | 14           | 3            | 2            | 9            | 24           | 37           | 27     | 8      | 6      | 13     | 46     | 55     | -9  |

### Statistiche dei giocatori
| Giocatore      | Eliteserien | Eliteserien | Coppa di Norvegia | Coppa di Norvegia | Totale   | Totale |
| Giocatore      | Presenze    | Reti        | Presenze          | Reti              | Presenze | Reti   |
| -------------- | ----------- | ----------- | ----------------- | ----------------- | -------- | ------ |
| M. Arnesen     | 8           | 0           | ?                 | ?                 | 8+       | 0+     |
| P. Belsvik     | 19          | 7           | ?                 | ?                 | 19+      | 7+     |
| S. Bjørnø      | 8           | 0           | ?                 | ?                 | 8+       | 0+     |
| C. Erstad      | 21          | 0           | ?                 | ?                 | 21+      | 0+     |
| S. Gundrosen   | 9           | 0           | ?                 | ?                 | 9+       | 0+     |
| T. Hovi        | 11          | 0           | ?                 | ?                 | 11+      | 0+     |
| S. Ingelstad   | 20          | 3           | ?                 | ?                 | 20+      | 3+     |
| H. Jenssen     | 13          | 0           | ?                 | ?                 | 13+      | 0+     |
| T. Kojedal     | 3           | 0           | ?                 | ?                 | 3+       | 0+     |
| K. Kristiansen | 18          | 1           | ?                 | ?                 | 18+      | 1+     |
| T. Kojedal     | 3           | 0           | ?                 | ?                 | 3+       | 0+     |
| K. Kristiansen | 18          | 1           | ?                 | ?                 | 18+      | 1+     |
| J. Kruse       | 12          | 1           | ?                 | ?                 | 12+      | 1+     |
| L. Nordli      | 21          | 1           | ?                 | ?                 | 21+      | 1+     |
| S. Sætre       | 19          | 2           | ?                 | ?                 | 19+      | 2+     |
| V. Skogheim    | 21          | 4           | ?                 | ?                 | 21+      | 4+     |
| S. Solbakken   | 21          | 6           | ?                 | ?                 | 21+      | 6+     |
| K. Sundeng     | 9           | 0           | ?                 | ?                 | 9+       | 0+     |
| M. Svalstad    | 14          | 0           | ?                 | ?                 | 14+      | 0+     |
| A. Svorkmo     | 16          | 1           | ?                 | ?                 | 16+      | 1+     |
| E. Ytterland   | 18          | 4           | ?                 | ?                 | 18+      | 4+     |